# Tipkenhoog
Koordinaten: 54° 53′ 27,8″ N, 8° 22′ 55,4″ O

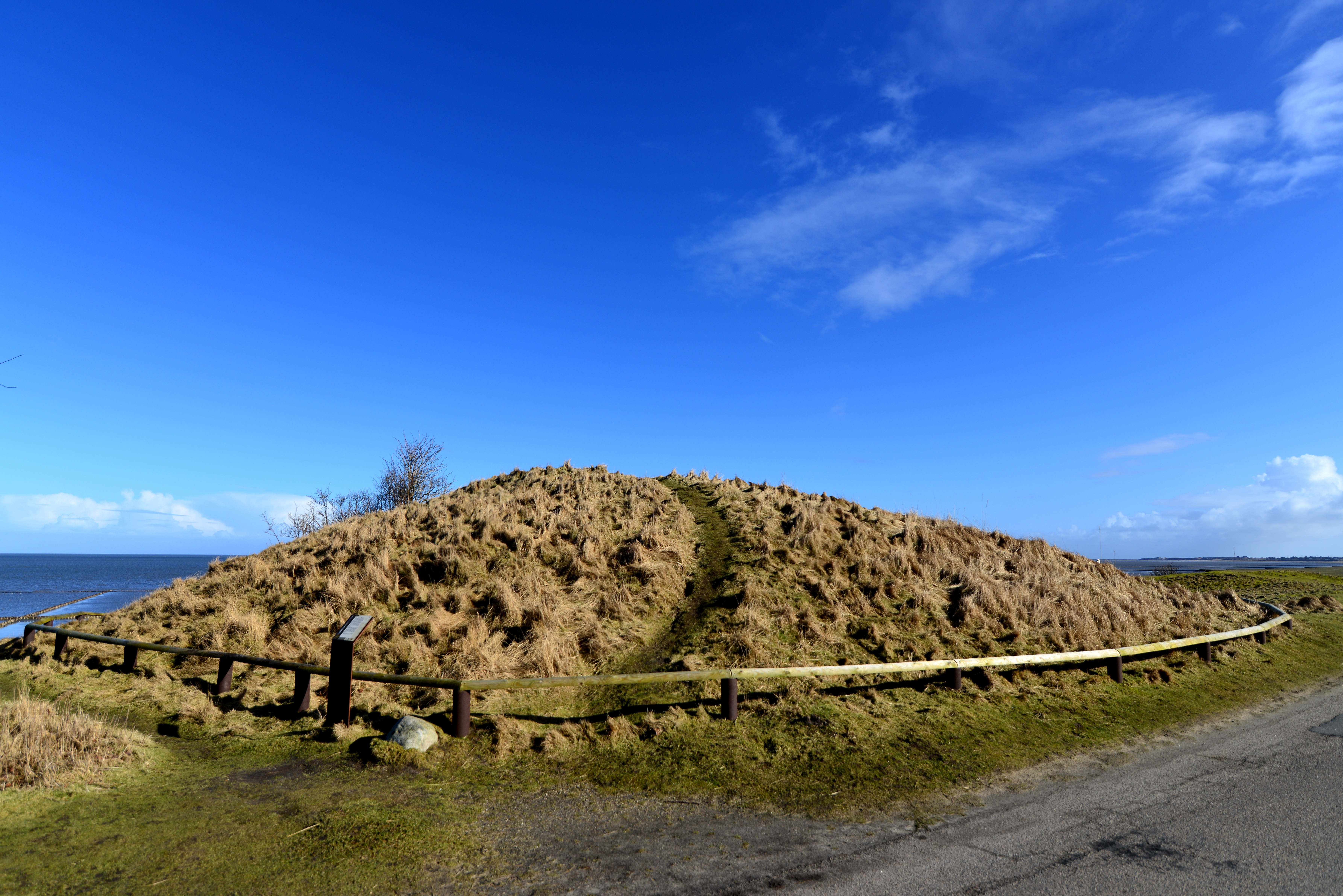
Tipkenhoog, Keitum

Der Tipkenhoog ist ein Grabhügel, der sich in unmittelbarer Nähe des Harhoogs in Keitum auf Sylt befindet.
Der Hügel soll der Legende nach das Grab des Wächters der Sylter Kämpen (kämpfende Riesen) gewesen sein. Der Riese fiel im Kampf mit dänischen Eindringlingen und wurde in dem Tipkenhoog beigesetzt. Dort soll sich der Überlieferung nach ein Wachturm des Riesen befunden haben. Forschungsgrabungen am Tipkenhoog vom 15. bis 18. August 1870 durch H. Hamelmann blieben ohne bedeutenden Befund. Im Sommer 1940 diente die Anhöhe als Beobachtungsstand der Marineflak. Im April des Jahres 1982 erfolgte die Restaurierung durch den Lions-Club Sylt und das Landesamt für Vor- und Frühgeschichte Schleswig-Holstein.